# Elizabeth Inglis
Elizabeth Inglis, alternativer Künstlername Elizabeth Earl (* 10. Juli 1913 in Colchester, England, Vereinigtes Königreich als Desiree Mary Lucy Hawkins; † 25. August 2007 in Santa Barbara, Kalifornien, USA), war eine britische Schauspielerin.

## Leben
Ihr Leinwanddebüt gab sie 1934 mit dem britischen Film Borrowed Clothes; sie trat hierin unter dem Namen Elizabeth Inglis auf, wobei Inglis der Geburtsnachname ihrer Mutter war. 1935 hatte sie eine kleine Rolle in Alfred Hitchcocks Thriller Die 39 Stufen als Tochter des Filmschurken Professor Jordan. Von 1938 bis 1939 spielte sie an der Londoner Bühne das Dienstmädchen Nancy in der Urproduktion von Patrick Hamiltons Theaterstück Gaslicht, diese Rolle wiederholte sie 1939 auch in einer Live-Fernsehvorführung für die BBC. Noch 1939 zog sie nach in die USA und spielte am Broadway im Stück Billy Draws a Horse. Sie gelangte nach Hollywood, wo sie mit Elizabeth Earl einen neuen Künstlernamen führte und ihre wohl bekannteste Filmrolle 1940 in dem auf einem Theaterstück von W. Somerset Maugham basierenden Filmdrama Das Geheimnis von Malampur an der Seite Bette Davis und unter Regie von William Wyler spielte. Ihre Schauspielkarriere endete früh, da sie sich bald nach ihrer Heirat ins Privatleben zurückzog und keine Rollen mehr annahm.
1942 heiratete sie Sylvester „Pat“ Weaver, einen amerikanischen Radio- und Fernsehproduzenten, der zwischen 1953 und 1955 Präsident von NBC war. Das Paar blieb bis zu Pat Weavers Tod im Jahr 2002 verheiratet und hatte zwei Kinder, den Sohn Trajan Victor Charles Weaver (* 1945) und die spätere Schauspielerin Sigourney Weaver (* 1949). Bei dem Film Aliens (1986) mit Sigourney Weaver wird in einer aus der Kinofassung geschnittenen, aber inzwischen veröffentlichten Szene ein Foto von Elizabeth Inglis verwendet. Dieses Foto stellt Ellen Ripleys Tochter Amanda Ripley-McClaren als ältere Frau dar, die während der langen Abwesenheit ihrer Mutter im Weltall verstorben ist. Elizabeth Inglis starb 2007 im kalifornischen Santa Barbara im Alter von 94 Jahren.

## Filmografie
- 1934: Borrowed Clothes
- 1935: Die 39 Stufen (The 39 Steps)
- 1937: Thunder in the City
- 1937: Landslide
- 1937: Museum Mystery
- 1939: Gas Light (Fernsehfilm)
- 1940: My Love Came Back
- 1940: River’s End
- 1940: Das Geheimnis von Malampur (The Letter)
- 1945: Tonight and Every Night
- 1986: Aliens – Die Rückkehr (Verwendung eines Fotos von Inglis)